# Jeff Who?
Jeff Who? is een IJslandse indieband uit Reykjavik en is opgericht in 2004. 
In 2005 begonnen ze bij Bad Taste Records aan hun eerste CD. In september 2005 is de debuut-cd Death Before Disco uitgebracht. 
Jeff Who? is voornamelijk bekend in IJsland en Scandinavië, maar kennen in de rest van Europa ook enige bekendheid.
Het hoogtepunt van de band was, naar eigen zeggen, om in het voorprogramma van Franz Ferdinand te spelen, tijdens hun tour door IJsland.
In 2008 bracht Jeff Who? tweede album uit, dat Jeff Who? heet. De eerste single daarvan was het eerder in 2007 uitgebrachte She's Got The Touch, dat de hitlijsten niet haalde. De tweede single Congratulations deed het echter beter en eindigde als 74e in de IJslandse single top-100 van het jaar 2008.